# 別府市実相寺サッカー競技場
別府市実相寺サッカー競技場（べっぷし じっそうじ サッカーきょうぎじょう）は、大分県別府市実相寺中央公園にあるサッカー専用の競技場である。近接して、別府市実相寺多目的グラウンド（べっぷし じっそうじ たもくてき グラウンド）があり、それを含め記載する。

## 実相寺サッカー競技場
- グラウンド2面（天然芝、人工芝各1）
- サイズ（2面共通）105 m×68 m

## 実相寺多目的グラウンド
- グラウンド1面（天然芝）
- サイズ 141 m×83 m
- ナイター照明設備
- 管理棟あり
- サッカーのほか、ラグビー、ソフトボール、グラウンドゴルフ、ゲートボールなどに利用可能